# Метрафільмс
Метрафільмс — російська кіностудія фільмів та комп'ютерної анімації. Заснована у 1993 році. Головним продюсером є Артем Олександрович Василь'єв.

## Фільмографія
Фільми
- 2008-Паперовий Солдат
- 2009-Півтора кімнати, або сентиментальні Пригоди на батьківщину
- 2010-Явище природи
- 2015-Під електричними хмарами
- 2018-Війна Ганни
- 2018-Довлатов
- 2019-Гуморист
- 2020-троє
- 2021-Справа
- 2021-Гуртожиток
- 2022-Продукти 24
- 2022-Три кота і море пригод
- 2023-Воздух

Мультсеріали
- 2015-т.ч. три кота
- 2019-т.ч.Лекс і Плу — космічні таксисти
- 2022-т.ч. Готель у овечок